# Robert Darnton
Robert Darnton (nascut el 10 de maig de 1939 a Nova York) és un historiador estatunidenc, especialista en la Il·lustració europea i en la història del llibre a l'Antic Règim.
Graduat a Harvard el 1960 i a Oxford el 1964, va ser president de l'American Historical Association i professor de la Universitat de Princeton, on hi ensenya des de 1968. Va liderar a partir del 2002 el «Centre per a l'Estudi del Llibre i els mitjans de comunicació». Interessat en la publicació electrònica, també va fundar el programa de Gutenberg-e. El 1995 va ser escollit membre de l'Académie royale de langue et de littérature françaises de Belgique.
El juliol de 2007 li fou concedida la categoria de professor emèrit de Princeton, i es va convertir en director de la Harvard University Library, la xarxa de biblioteques universitàries a la Universitat Harvard.
Mitjançant l'estudi dels arxius de la Société typographique de Neuchâtel, va ser capaç de posar en relleu la importància de la literatura clandestina del segle xviii.
El 1999, el govern francès li va atorgar la Legió d'Honor en reconeixement de moltes de les seues obres.
Va encapçalar la iniciativa de creació de la Digital Public Library of America o DPLA dirigint el comitè de planificació que acabaria amb el seu llançament el 18 d'abril de 2013.
És també oficial de l'Ordre de les Arts i les Lletres i ha estat guardonat amb de quatre títols de doctor honoris causa.

## Galeria fotogràfica

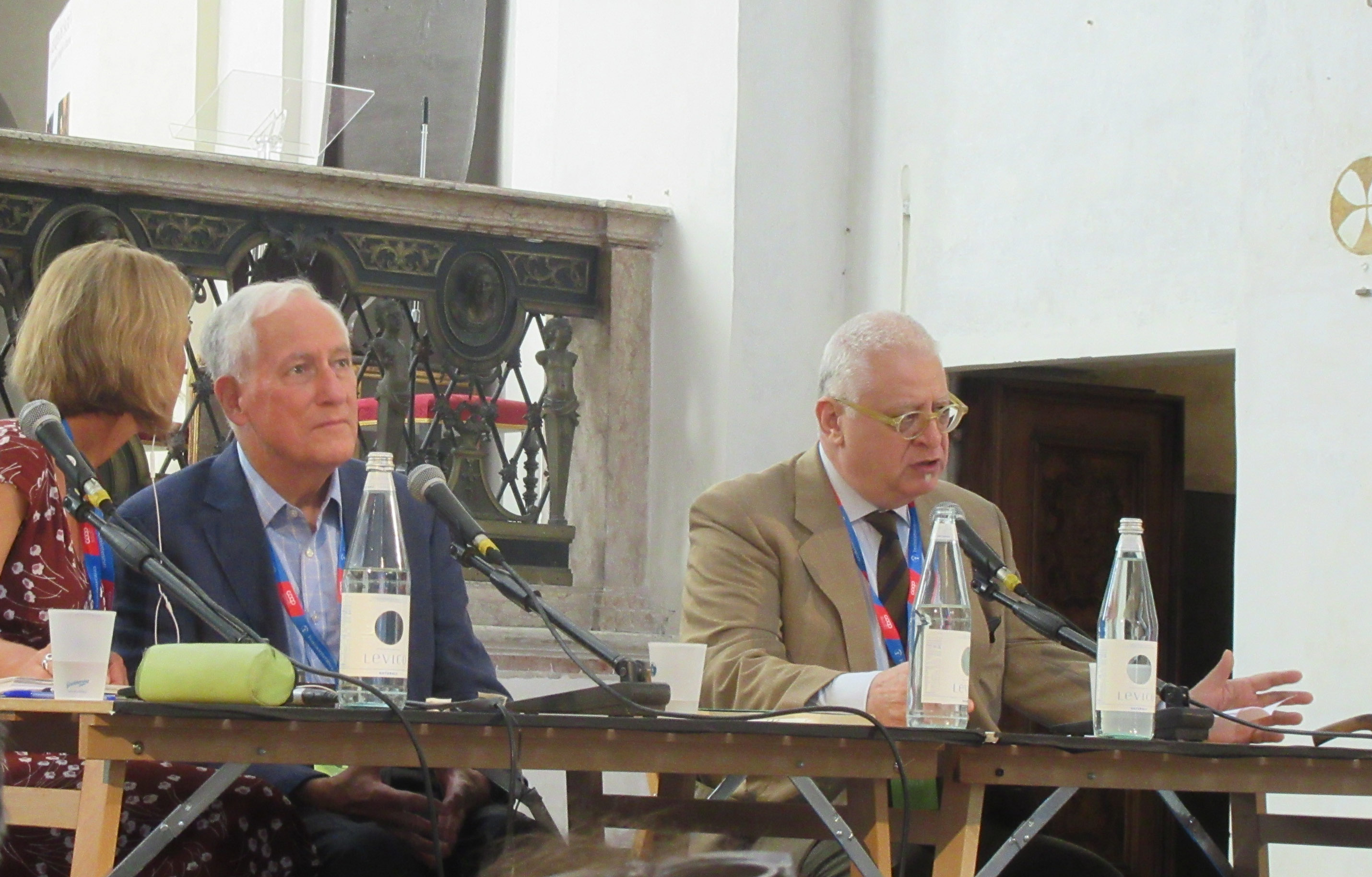
Robert Darnton amb Hans Tuzzi al Festivaletteratura de Mantova, el 8 de setembre de 2018